# Хронологија СФРЈ и СКЈ новембар 1966.
Хронолошки преглед важнијих догађаја везаних за друштвено-политичка дешавања у Социјалистичкој Федеративној Републици Југославији (СФРЈ) и деловање Савеза комуниста Југославије (СКЈ), као и општа политичка, друштвена, спортска и културна дешавања која су се догодила у току новембра месеца 1966. године.
| ← октобар | ← октобар | ← октобар | ← октобар | ← октобар | ← октобар | ← октобар | ← октобар | Хронологија СФРЈ и СКЈ током 1966. године | Хронологија СФРЈ и СКЈ током 1966. године | Хронологија СФРЈ и СКЈ током 1966. године | Хронологија СФРЈ и СКЈ током 1966. године | Хронологија СФРЈ и СКЈ током 1966. године | Хронологија СФРЈ и СКЈ током 1966. године | Хронологија СФРЈ и СКЈ током 1966. године | Хронологија СФРЈ и СКЈ током 1966. године | Хронологија СФРЈ и СКЈ током 1966. године | Хронологија СФРЈ и СКЈ током 1966. године | Хронологија СФРЈ и СКЈ током 1966. године | Хронологија СФРЈ и СКЈ током 1966. године | Хронологија СФРЈ и СКЈ током 1966. године | Хронологија СФРЈ и СКЈ током 1966. године | Хронологија СФРЈ и СКЈ током 1966. године | децембар → | децембар → | децембар → | децембар → | децембар → | децембар → | децембар → |
| 1         | 2         | 3         | 4         | 5         | 6         | 7         | 8         | 9                                         | 10                                        | 11                                        | 12                                        | 13                                        | 14                                        | 15                                        | 16                                        | 17                                        | 18                                        | 19                                        | 20                                        | 21                                        | 22                                        | 23                                        | 24         | 25         | 26         | 27         | 28         | 29         | 30         |

### 1. новембар
- У Београду одржана седница Савезне конференције Социјалистичког савеза радног народа Југославије (ССРНЈ) на којој су утврђени наредни задаци Социјалистичког савеза у политичкој активности и кандидовању одборника и посланика на скупштинским изборима у 1967. години. На седници је извршена кадровска измена у руководству ССРН — за генералног секретара Савезне конференције изабран је Бено Зупанчич, док је дотадашњи секретара Милентије Поповић изабран за потпредседника Савезне конференције.[1][2]
- У Ријеци умро Петар Радаковић (1937—1966) фудбалер НК Ријеке и члан Фудбалске репрезентације Југославије,

### 4. новембар
- У Београду одржана Седми пленум Централног комитета Савеза комуниста Србије на коме је извршена реорганизација Централног комитета и подела на Председништво и Извршни комитет, у складу са одлукама Петог пленума ЦК СКЈ. За председника ЦК СКС изабран је Добривоје Радосављевић, уместо дотадашњег секретара Јована Веселинова, а за секретара Извршног комитета Стеван Дороњски, дотадашњи секретар Градског комитета СК Београда. У Председништво ЦК СКС изабрани су — Станоје Аксић, Радован Влајковић, Звонимир Дамјановић, Владимир Ђанић, Симеон Затезало, Рајко Јечменица, Маћаш Келемен, Милутин Милошевић, Олга Николић, Џавид Нимани, Милија Радовановић, Милица Соларов, Драги Стаменковић, Селмо Хашимбеговић, Марија Јагодић и Радисав Недељковић, као и Ђурица Јојкић и Вели Дева, који су као секретари покрајинских комитета, били чланови Поредседништва по функцији. У Извршни комитет ЦК СКС изабрани су — Предраг Глигорић, Милојко Друловић, Ђорђе Лазић, Јожеф Нађ, Латинка Перовић, Милева Планојевић, Вукашин Стамболић и Кољ Широка.[3][2]

### 7. новембар
- У Београду одржана седница Градског комитета Савеза комуниста Београда на којој је извршена реорганизација Градског комитета. За новог секретара Градског комитета изабран је Симеон Затезало, уместо дотадашњег секретара Стевана Дороњског, који је изабран на дужност секретара Извршног комитета ЦК СКС. За чланове Секретаријата Градског комитета изабрани су Петар Ђоковић, Видоје Митровић, Олга Николић, Богољуб Лугоња, Боривоје Симић и Драгољуб Илић.[2]

### 9. новембар
- У Загребу, од 9. до 13. новембра, свечано обележена 100-годишњица постојања Југословенске академије знаности и уметности (ЈАЗУ), најстарије научен и уметничке институције у Југославији, коју је тим поводом председник СФРЈ Јосип Броз Тито одликовао Орденом Републике са златним венцем. Свечаној академији, одржаној 10. новембра, присуствовао је председник СФРЈ и почасни члан ЈАЗУ Јосип Броз Тито, као и многобројни високи гости, међу којима је био Велибор Глигорић, председник Српске академије наука и уметности.[4][5][6]
- У Мостару, од 9. до 11. новембра, одржана Годишња скупштина Сталне конференције градова Југославије на којој је разматрана улога месних заједница и друштвено-економски аспект уређења и коришћења градског земљишта. У раду Конференције учествовали су Едвард Кардељ, Милош Минић и Драгутин Косовац.[7][8][5]

### 10. новембар
- У Загребу умрла Ката Пејновић (1899—1966) учесница Народноослободилачког рата, већница АВНОЈ и ЗАВНОХ, председница Антифашистичког фронта жена (АФЖ), потпредседница Народног сабора НР Хрватске и чланица Централног комитета СК Хрватске. Сахрањена је у Гробници народних хероја на гробљу Мирогој у Загребу. Председник СФРЈ Јосип Броз Тито постхумно је 3. јуна 1968. одликовао Орденом народног хероја.[9]

### 14. новембар
- У Сарајеву одржана Девети пленум Централног комитета Савеза комуниста Босне и Херцеговине на коме је извршена реорганизација Централног комитета и подела на Председништво и Извршни комитет, у складу са одлукама Петог пленума ЦК СКЈ. За председника ЦК СК БиХ изабран је Цвијетин Мијатовић, дотадашњи секретар ЦК СК БиХ, док је за секретара Извршног комитета ЦК СК БиХ изабран Бранко Микулић. У Председништво ЦК СК БиХ изабрани су — Данило Билановић, Рајко Гаговић, Јусуф Зајкић, Бетко Зонић, Ивица Јакић, Иво Јеркић, Чедо Капор, Милан Кнежевић, Шефкет Куносић, Јоцо Марјановић, Радмило Матић, Драго Мажар, Нико Михаљевић, Милан Пантић, Боро Принцип, Адем Херцеговац, Есад Хорозић, Едхем Чамо, Јованка Човић и Ибрахим Шатор, а у Извршни комитет ЦК СК БиХ — Мато Андрић, Петар Додик, Васо Гачић, Љубо Ковачевић, Јовица Лазаревић, Мунир Месиховић, Хамдија Поздерац и Сана Селиховић.[3][5]

### 15. новембар
- У посети Југославији, од 15. до 23. новембра, на позив председника Савезне скупштине Едварда Кардеља, боравила делегација Националне скупштине Републике Мали. У току посете, парламентарну делегацију Малија је 23. новембра примио председник СФРЈ Јосип Броз Тито, коме је шеф делегације пренео усмену поруку председника Малија Модиба Кејта.[5][10]

### 17. новембар
- У посети Сарајеву боравио председник СФРЈ Јосип Броз Тито. Током посете обишао је фабрику електроалата и уређаја Енергоинвест у Лукавцу, где је радницима говорио о привредној реформи и њеном утицају на привредни развитак. Потом је обишао Електронски рачунарски центар. Примио је мајке палих народних хероје, а након тога водио је разговоре са представницима града Сарајева и функционерима СР Босне Херцеговине и СК Босне и Херцеговине.[8][11][12][13][14]
- У Београду, 17. и 18. новембра одржан Десети пленум Централног комитета Савеза омладине Југославије (СОЈ) на коме се расправљало о проблемима образовања и предлозима за прерасподелу националног дохотка. Размотрени су и неки проблеми у раду и односима у Секретаријату ЦК СОЈ, након чега је донета одлука да се укине Секретаријат ЦК СОЈ.[5]

### 18. новембар
- Председник СФРЈ Јосип Броз Тито из Сарајева отпутовао у посету Тузланског индустријског басена. На путу до Тузле, Тито је посетио — Чевљановиће, где је обишао кућу у којој је боравио јануара 1942. године; Олово, где се кратко задржао; Бановиће, где је у Радничком дому водио разговоре са рударима и представницима општине; рударско насеље Хусино, где се сусрео са Јуром Керошевићем, преживелим учесником Хусинске буне. Приликом доласку у Тузлу, грађани су му приредили срдачан дочек.[15][16][17][18]

### 19. новембар
- У току посете Тузли, председник СФРЈ Јосип Броз Тито посетио Фабрику соде и Коксно-хемијски комбинат у Лукавцу, Раднички дом „Моша Пијаде”, где је водио разговоре са представницима радних организација и атеље Исмета Мујезиновића, где је водио разговоре са Мујезиновићем.[19][20][21]

### 20. новембар
- Председник СФРЈ Јосип Броз Тито боравио у посети Брчком и Бијељини. Посетио је Индустријско-пољопривредни комбинат „Брчко” и Градску већницу, где је водио разговоре са представницима друштвено-политичких организација и радних организација. Потом је говорио на митингу у Бијељини, посетио пољопривредно добро „Семберија” и у Омладинском дому имао сусрет са борцима Народноослободилачког рата.[22][23][24][25]

### 23. новембар
- У Загребу умро књижевник Григор Витез (1911—1966), један од зачетника дечије књижевности у Југославији, секретар Друштва књижевника Хрватске и члан Управног одбора Матице хрватске.

### 25. новембар
- У Сплиту пуштен у саобраћај аеродром „Сплит”, који је у оквиру међународног авионског саобраћаја сврстан у интернационалну А класу. Након аеродрома у Загребу, највећи је и најпрометнији аеродром у Хрватској.[5]
- У Београду председник СФРЈ Јосип Броз Тито примио делегацију градитеља Хидроелектране „Бајина Башта” и представнике друштвено-политичких организација Титовог Ужица.[26]

### 26. новембар
- У Палати Федерације у Новом Београд, поводом Дана Републике приређен свечани пријем, коме су присуствовали највиши друштвено-политички радници, представници дипломатског кора и др. Међу присутнима су пред председника СФРЈ Јосипа Броза Тита и његове супруге Јованка, присуствовали Едвард Кардељ, Коста Нађ, Иван Гошњак, Мијалко Тодоровић, Јован Веселинов, Светозар Вукмановић, Марко Никезић и др.[27]

### 27. новембар
- Председник СФРЈ Јосип Броз Тито, у пратњи потпредседника СФРЈ Коче Поповића, боравио у посету западној Србији. Најпре је посетио Чачак, где је говорио на железничкој станици, а потом је наставио пут према Титовом Ужицу и обишао споменик на Кадињачи. Након тога је посетио новоизграђену Хидроелектрану „Бајина Башта”, коју је пустио у пробни рад и говорио на митингу, а затим поново дошао у Ужице, где је водио разговоре са представницима радних и друштвено-политичких организација из Косјерића, Нове Вароши, Прибоја, Пријепоља, Ариља, Ивањице и др. Приликом повратка из Титовог Ужица, поново се краће задржао у Чачку.[8][5][28][29][30][31][32]

### 29. новембар
- Јосип Видмар председник Одбора за доделу Награде АВНОЈ-а, која је уведена одлуком Савезне скупштине, као највиша државна награда СФР Југославије, поводом Дана републике објавио списак првих добитника награде — Антун Аугустинчић, вајар; Бранко Жежељ, професор Универзитета; Франц Когој, професор Универзитета; Блаже Конески, књижевник и професор Универзитета; Мирослав Крлежа, књижевник; Петар Лубарда, сликар; Исмет Мујезиновић, сликар; Павле Савић, професор Универзитета; Алојз Тавчар, професор Универзитета; Коста Тодоровић, професор Универзитета; Јован Хаџи, професор Универзитета и Родољуб Чолаковић, друштвено-политички радник и књижевник. Награде је добитницима 6. децембра у Палати федерације, у Новом Београду доделио Едвард Кардељ, председник Савезне скупштине.[33]